# Folkloriste
 (mai 2022).
Un folkloriste est une personne qui consigne ou étudie les histoires, les légendes et les musiques issues du folklore, c'est-à-dire de la tradition populaire.
Il n'existe donc pas à proprement parler de diplôme de folkloriste, et des personnes ont gagné ce titre grâce à leur entreprise de collectage. Il n'en demeure pas moins que les professionnels de certaines sciences humaines, notamment certains ethnologues, anthropologues et linguistes, sont parfois qualifiés de folkloristes, lorsqu'ils ont procédé à la collecte, la conservation ou encore la diffusion de données issues de cultures populaires.
En France, on considère généralement Arnold van Gennep comme le père des études folkloriques scientifiques, on classe aussi comme folkloriste des collecteurs comme Claude Seignolle, ou encore Henri Pourrat qui au début du siècle collecta plus de 1000 contes regroupés dans Le Trésor des contes, son œuvre principale Gaspard des montagnes est d'ailleurs un roman qu'il présente ainsi « Je suis parti d’un conte populaire, conte d’almanach, qui se retrouve dans toutes les provinces (J’en ai bien six ou dix versions) : le conte de la main coupée ». Patrick Baud est considéré comme le plus moderne des folkloristes de par sa curiosité et ses multiples activités de doublage, d'écriture ou de réalisation de documentaire. Sa participation à l'episode 5 de la saison 10 du FloodCast en est une démonstration[pertinence contestée].
Pour le folklore irlandais on cite Kevin Danaher, Samuel Lover, Nora Chesson…
Pour le Canada, parmi les noms connus, on pense à ceux de Marius Barbeau, Luc Lacourcière, Adélard Lambert et Carmen Roy.